# Ґлухув (Турецький повіт)
Ґлухув (пол. Głuchów) — село в Польщі, у гміні Кавенчин Турецького повіту Великопольського воєводства.
Населення — 415 осіб (2011).
У 1975-1998 роках село належало до Конінського воєводства.

## Демографія
Демографічна структура станом на 31 березня 2011 року:
|          | Загалом | Допрацездатний вік | Працездатний вік | Постпрацездатний вік |
| -------- | ------- | ------------------ | ---------------- | -------------------- |
| Чоловіки | 210     | 35                 | 148              | 27                   |
| Жінки    | 205     | 44                 | 125              | 36                   |
| Разом    | 415     | 79                 | 273              | 63                   |